# Лауріоніт

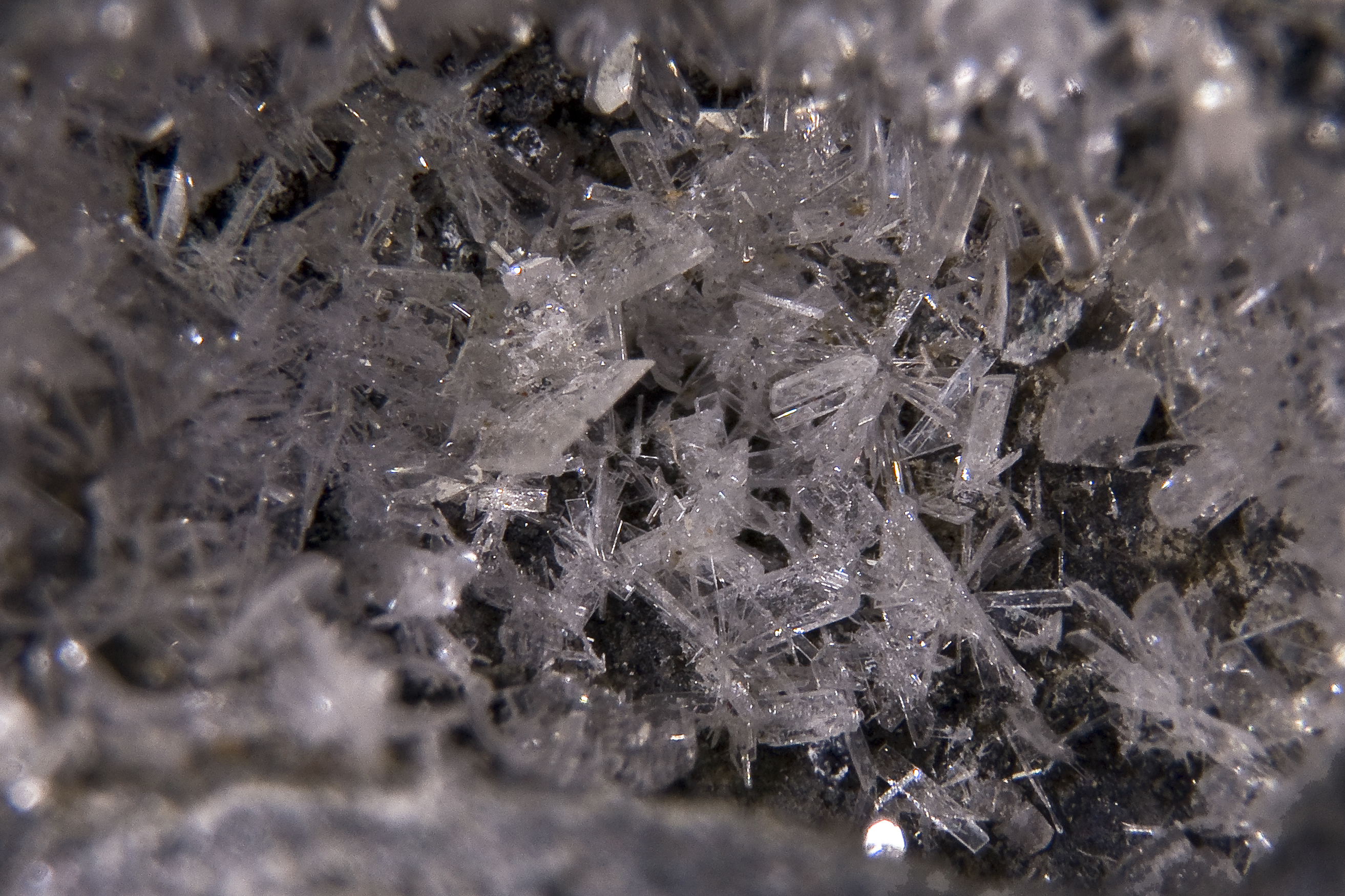
Лауріоніт

Лауріоніт (рос. лаурионит; англ. laurionite; нім. Laurionit m) — мінерал, гідроксид-хлорид свинцю ланцюжкової будови.

## Загальний опис
Хімічна формула: PbCl(OH). Містить (%): Pb — 79,80; Cl — 13,65; OH — 6,55 (O — 3,08; H2O — 3,47). Сингонія ромбічна. Вид ромбо-дипірамідальний. Форми виділення: призматичні кристали, видовжені по (010) від товсто- до тонкотаблитчастих по (100), часто з віцинальними гранями. Зустрічається також у суцільних масах. Спайність ясна. Густина 6,24. Тв. 3,5-3,75. Безбарвний до білого. Блиск алмазний. Знайдений у свинцевих шлаках разом з церуситом, англезитом, фосґенітом, фідлеритом, паралауріонітом у родов. Лауріон, Греція, у срібно-свинцевому родов. Уїлл-Роз (Корнуелл, Англія). За назвою родов. Лауріон, R.Köchlin, 1887.